# Khang Nhạc
Khang Nhạc (chữ Hán phồn thể:康樂縣, chữ Hán giản thể: 康乐县, Tiểu nhi kinh: کَانْ‌لِ ثِيًآ‎) là một huyện thuộc châu tự trị dân tộc Hồi Lâm Hạ, tỉnh Cam Túc, Cộng hòa Nhân dân Trung Hoa. Huyện này có diện tích 1081 kilômét vuông, dân số 235.500 người. Huyện này có độ cao trung bình 2000 m trên mực nước biển, nằm giữa hai dải cao nguyên Hoàng Thổ. Nhiệt độ bình quân năm là 6 độ C. Địa danh này là một thành thị quan trọng trên con đường tơ lụa. Về mặt hành chính, huyện được chia thành 4 trấn, 12 hương.
- Trấn: Phụ Thành, Tô Tập, Cảnh Cổ, Liên Lộc.
- Hương: Khang Phong, Hổ Quan, Lưu Xuyên, Bạch Vương, Bát Tùng, Minh Lộc, Thượng Loan, Phổ Ba, Ngũ Lư, Yên Chi, Thảo Than.

## Khí hậu
| Dữ liệu khí hậu của Khang Nhạc           | Dữ liệu khí hậu của Khang Nhạc | Dữ liệu khí hậu của Khang Nhạc | Dữ liệu khí hậu của Khang Nhạc | Dữ liệu khí hậu của Khang Nhạc | Dữ liệu khí hậu của Khang Nhạc | Dữ liệu khí hậu của Khang Nhạc | Dữ liệu khí hậu của Khang Nhạc | Dữ liệu khí hậu của Khang Nhạc | Dữ liệu khí hậu của Khang Nhạc | Dữ liệu khí hậu của Khang Nhạc | Dữ liệu khí hậu của Khang Nhạc | Dữ liệu khí hậu của Khang Nhạc | Dữ liệu khí hậu của Khang Nhạc |
| Tháng                                    | 1                              | 2                              | 3                              | 4                              | 5                              | 6                              | 7                              | 8                              | 9                              | 10                             | 11                             | 12                             | Năm                            |
| ---------------------------------------- | ------------------------------ | ------------------------------ | ------------------------------ | ------------------------------ | ------------------------------ | ------------------------------ | ------------------------------ | ------------------------------ | ------------------------------ | ------------------------------ | ------------------------------ | ------------------------------ | ------------------------------ |
| Cao kỉ lục °C (°F)                       | 14.7 (58.5)                    | 20.5 (68.9)                    | 27.1 (80.8)                    | 29.9 (85.8)                    | 31.1 (88.0)                    | 31.5 (88.7)                    | 36.1 (97.0)                    | 33.7 (92.7)                    | 31.0 (87.8)                    | 24.8 (76.6)                    | 20.0 (68.0)                    | 13.1 (55.6)                    | 36.1 (97.0)                    |
| Trung bình ngày tối đa °C (°F)           | 1.6 (34.9)                     | 5.5 (41.9)                     | 11.1 (52.0)                    | 17.1 (62.8)                    | 20.8 (69.4)                    | 23.9 (75.0)                    | 25.9 (78.6)                    | 24.8 (76.6)                    | 19.9 (67.8)                    | 14.5 (58.1)                    | 8.8 (47.8)                     | 3.1 (37.6)                     | 14.8 (58.5)                    |
| Trung bình ngày °C (°F)                  | −7.2 (19.0)                    | −2.6 (27.3)                    | 3.2 (37.8)                     | 9.0 (48.2)                     | 13.0 (55.4)                    | 16.5 (61.7)                    | 18.5 (65.3)                    | 17.6 (63.7)                    | 13.2 (55.8)                    | 7.3 (45.1)                     | 0.6 (33.1)                     | −5.4 (22.3)                    | 7.0 (44.6)                     |
| Tối thiểu trung bình ngày °C (°F)        | −13.3 (8.1)                    | −8.4 (16.9)                    | −2.5 (27.5)                    | 2.2 (36.0)                     | 6.2 (43.2)                     | 9.9 (49.8)                     | 12.2 (54.0)                    | 12.0 (53.6)                    | 8.4 (47.1)                     | 2.5 (36.5)                     | −4.4 (24.1)                    | −11 (12)                       | 1.1 (34.1)                     |
| Thấp kỉ lục °C (°F)                      | −26.8 (−16.2)                  | −23.9 (−11.0)                  | −19.7 (−3.5)                   | −8.1 (17.4)                    | −2.5 (27.5)                    | 1.4 (34.5)                     | 3.5 (38.3)                     | 3.5 (38.3)                     | −1.5 (29.3)                    | −8.2 (17.2)                    | −21.9 (−7.4)                   | −32.2 (−26.0)                  | −32.2 (−26.0)                  |
| Lượng Giáng thủy trung bình mm (inches)  | 4.6 (0.18)                     | 7.1 (0.28)                     | 15.3 (0.60)                    | 34.0 (1.34)                    | 64.5 (2.54)                    | 68.7 (2.70)                    | 112.3 (4.42)                   | 103.7 (4.08)                   | 67.0 (2.64)                    | 38.0 (1.50)                    | 8.7 (0.34)                     | 2.4 (0.09)                     | 526.3 (20.71)                  |
| Số ngày giáng thủy trung bình (≥ 0.1 mm) | 4.7                            | 5.2                            | 7.4                            | 8.7                            | 12.0                           | 13.3                           | 13.9                           | 13.6                           | 13.4                           | 10.1                           | 4.3                            | 2.3                            | 108.9                          |
| Số ngày tuyết rơi trung bình             | 7.9                            | 8.2                            | 7.9                            | 3.2                            | 0.3                            | 0                              | 0                              | 0                              | 0                              | 1.9                            | 4.7                            | 5.4                            | 39.5                           |
| Độ ẩm tương đối trung bình (%)           | 62                             | 61                             | 60                             | 58                             | 63                             | 68                             | 72                             | 75                             | 79                             | 77                             | 71                             | 65                             | 68                             |
| Số giờ nắng trung bình tháng             | 174.0                          | 167.8                          | 189.4                          | 206.3                          | 220.7                          | 214.0                          | 223.6                          | 211.1                          | 152.0                          | 159.8                          | 174.6                          | 181.7                          | 2.275                          |
| Phần trăm nắng có thể                    | 56                             | 54                             | 51                             | 52                             | 51                             | 49                             | 51                             | 51                             | 41                             | 46                             | 57                             | 60                             | 52                             |
| Nguồn: Cục Khí tượng Trung Quốc          |                                |                                |                                |                                |                                |                                |                                |                                |                                |                                |                                |                                |                                |